# El entretenedor
 El entretenedor es una película de Argentina filmada en colores dirigida por Atilio Polverini según su propio guion escrito sobre su obra teatral homónima que se había estrenado en 1986 con dirección de Luis Gutmann. El filme se produjo en 1991 y no se registra su estreno comercial.

## Sinopsis
Una bella mujer, que vive sola y a la que un accidente dejó parcialmente paralítica, publica un aviso pidiendo la visita de un “entretenedor” cuyo asesinato planifica. Concurre un hombre joven, apuesto, de gran virilidad y se produce un giro imprevisto.

## Reparto
Participaron del filme los siguientes intérpretes:
- Betiana Blum
- Raúl Taibo